# De la sphère et du cylindre

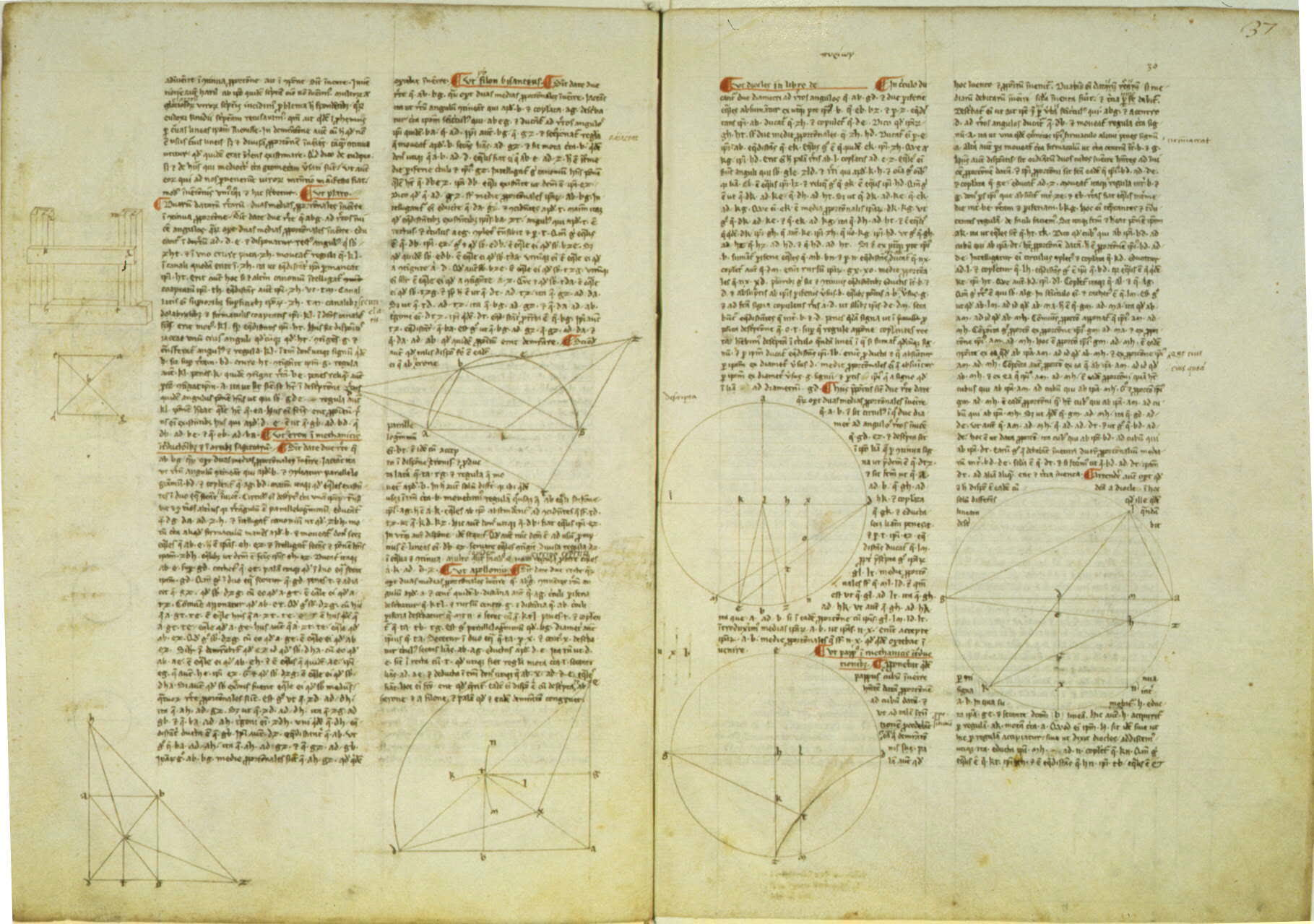
Deux pages d'une traduction latine (vers 1270).

De la sphère et du cylindre (c. 225 av. J.-C.) est une œuvre écrite par Archimède en deux volumes. Dans ce traité, il est le premier à décrire comment calculer l'aire et le volume d'une sphère et d'un cylindre.

## Contenu
Dans ce traité, Archimède montre que l'aire d'un cylindre est :
{\displaystyle A_{C}=2\pi r^{2}+2\pi rh=2\pi r(r+h).\,}
et que son volume est :
{\displaystyle V=\pi r^{2}h.}
Il montre aussi que l'aire d'une sphère est égale à quatre fois l'aire du disque délimité par son grand cercle, c'est-à-dire en mathématiques modernes que l'aire d'une sphère est :
{\displaystyle 4\pi r^{2}.\,}
Il montre que le volume de la boule est égal aux deux tiers du volume du cylindre de révolution circonscrit à la sphère qui la borde. Le volume de la boule est donc égal à :
{\displaystyle {\frac {4}{3}}\pi r^{3}.}
Pour trouver cette formule, Archimède a utilisé une moitié de polygone inscrite dans un demi-cercle ; puis il a effectué des rotations de ces deux figures pour obtenir un ensemble de troncs dans une sphère. C'est cet ensemble de troncs qui lui permet de déterminer le volume. Cette méthode a été simplifiée par les mathématiques modernes en utilisant la notion de limites, notion qui n'existait pas à l'époque d'Archimède. 
Archimède est si fier de ce dernier résultat qu'il demande que soit gravé sur sa tombe le dessin d'une sphère inscrite dans un cylindre. Le romain Marcus Tullius Cicero se vante d'avoir découvert plusieurs années après la tombe qui a été envahie par la végétation.